# Твожиміркі (Великопольське воєводство)
Твожиміркі (пол. Tworzymirki, нім. Waldenau) — село в Польщі, у гміні Ґостинь Гостинського повіту Великопольського воєводства.
Населення — 186 осіб (2011).
У 1975-1998 роках село належало до Лешненського воєводства.

## Демографія
Демографічна структура станом на 31 березня 2011 року:
|          | Загалом | Допрацездатний вік | Працездатний вік | Постпрацездатний вік |
| -------- | ------- | ------------------ | ---------------- | -------------------- |
| Чоловіки | 97      | 29                 | 56               | 12                   |
| Жінки    | 89      | 18                 | 52               | 19                   |
| Разом    | 186     | 47                 | 108              | 31                   |